# Coro do Tabernáculo
O Coro do Tabernáculo da Praça do Templo (anteriormente conhecido como Coro do Tabernáculo Mórmon) é um coral de A Igreja de Jesus Cristo dos Santos dos Últimos Dias, vencedor do Grammy e Emmy Award. O Coro do Tabernáculo da Praça do Templo produz álbuns com interpretações de clássicos da música sacra e religiosa, assim como sucessos altruístas e edificantes da música popular. Seu atual diretor musical é Mack Wilberg.

## Descrição
Chamado de "Coro da América", o Coro do Tabernáculo da Praça do Templo é formado de 360 vozes masculinas e femininas. Embora possuam grau elevado de educação e treino musical, os membros do coro são voluntários. Muitos vivem nas proximidades do famoso Tabernáculo da Praça do Templo, em Salt Lake City, Utah, mas alguns têm de viajar longas distâncias para participar dos ensaios semanais, transmitidos por redes de TV e rádio norte-americanas. Visto que a participação dos membros não é remunerada, despesas de viagem ou apresentações correm por conta de cada um. Existem casais e membros da mesma família que já participam do coro há gerações.
Desde este pequeno começo, o Coro tornou-se uma sensação musical internacional. Em 1929, o Coral começou a transmitir o programa "Música e a Palavra Proferida (The Spoken Word)" no rádio. Agora, o programa - realizado em mais de 2.000 estações de rádio e televisão e com mais de 4.500 episódios - é a transmissão de rede contínua mais longa do mundo. Em 2012, o Coral lançou um canal no YouTube, permitindo que mais pessoas em países de todo o mundo experimentassem a música do Coro e da Orquestra.
O som do Coro do Tabernáculo da Praça do templo é muitas vezes dito ser mundialmente famoso e imediatamente reconhecível. Durante a gravação, o coro é geralmente acompanhado pela Orquestra da Praça do Templo ou do órgão do Tabernáculo. Com a conclusão do Centro de Conferências, um grande auditório, junto à Praça do Templo, o coro tem agora duas salas disponíveis para as apresentações.
A idade mínima para participação no coro foi recentemente reduzida de 30 para 25 anos. A participação dos integrantes do Coro do Tabernáculo são limitadas a vinte anos, ou até que o membro complete a idade de 60 anos, permitindo assim que novos membros possam ingressar ao coro de maneira regular.

## História
A Igreja de Jesus Cristo dos Santos dos Últimos Dias tem considerado a música uma parte vital do culto desde o início. Em Kirtland, Ohio e Nauvoo, Illinois, já possuíam pequenos coros formados por membros voluntários da Igreja que também não recebiam pelo serviço prestado. Não foi surpresa, então, que um coro fosse formado para a primeira conferência realizada no Vale de Salt Lake em menos de um mês após a chegada dos pioneiros.
The Tabernacle Choir at Temple Square ("O Coro do Tabernáculo da Praça do Templo" no Brasil e em outros países lusófonos) é o Tabernáculo de Salt Lake City, onde se apresentam há mais de cem anos. O próprio Tabernáculo foi concluído em 1867, onde o Coro realizou seu primeiro show, em 4 de julho de 1873. O Tabernáculo também abriga um órgão muito impressionante composta por 11.623 tubos, tornando-se um dos maiores e mais completos órgãos do mundo. O instrumento tem sido associado ao som do Coro do Tabernáculo da Praça do Templo como uma "assinatura", embora o Coro também cante para acompanhamento orquestral.

O Coro do Tabernáculo, com 360 vozes, elevou os espíritos das pessoas por mais de um século. Quando Santos dos Últimos Dias se mudou para o Vale de Salt Lake no oeste americano sob a direção do Presidente da Igreja, Brigham Young, um pequeno coro foi formado, que cantou pela primeira vez em uma conferência da Igreja em 22 de agosto de 1847, apenas 29 dias após a primeira pioneiros chegaram.

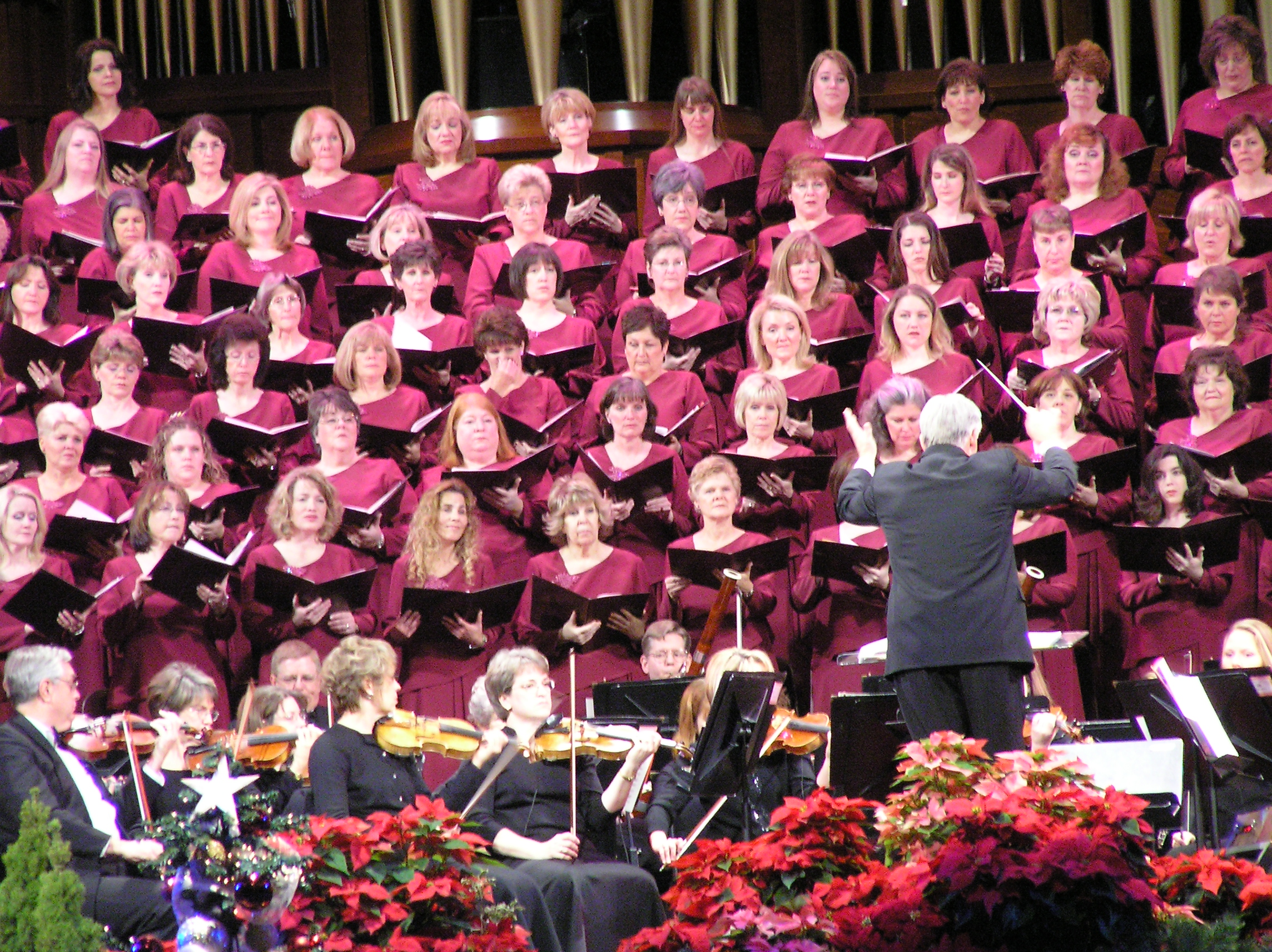
O Coro e a Orquestra do Tabernáculo na Praça do Templo apresentando-se em 2005, no Centro de Conferências de A Igreja de Jesus Cristo dos Santos dos Últimos Dias

Mais tarde, os diretores trouxeram mais sólida formação vocal e trabalharam para elevar os padrões do Coro. O grupo também começou a melhorar como um conjunto e aumentou seu repertório de cerca de cem músicas para quase mil. Em julho de 1929, o coral efetuou sua primeira transmissão de rádio, conhecida como Music and the Spoken Word. Em 1950, o Coro do Tabernáculo já realizava inúmeros concertos por ano e tinha lançado seu primeiro long-play de gravação. Durante a década de 1950, o coral fez sua primeira turnê na Europa e ganhou um Grammy por sua gravação de "The Battle Hymn of the Republic". Mais tarde, os diretores continuaram a aprimorar e aperfeiçoar o som do Coro. Em 20 de janeiro de 2017 o coro cantou no Capitólio, na cidade de Washington DC, capital dos Estados Unidos.
Em 2018 o mundialmente conhecido Coro do Tabernáculo Mórmon mudou de nome para "Tabernacle Choir at Temple Square" (em português, Coro do Tabernáculo na Praça do Templo). A alteração do nome vem na sequência de uma declaração em agosto de 2018 do Presidente Russell M. Nelson, na qual solicitou que seja usado o nome completo de A Igreja de Jesus Cristo dos Últimos Dias. A organização que patrocina o coro. "O novo nome do Coro do Tabernáculo representa uma mudança depois de muitos anos", disse Ron Jarrett, presidente do coro. "O nome pode mudar, mas tudo que as pessoas conhecem e amam no coro não só se manterá, como ficará cada vez melhor."

## Discografia
- "O Come Little Children" (2017)
- "Hallelujah!" (2016)
- "Handel's Messiah" (2016)
- "Keep Christmas With You" (2015)
- "He is Risen" (2014)
- Home for the Holidays (2013)
- Once Upon a Christmas (2012)
- Glad Christmas Tidings (2011)
- "This is the Christ" (2011)
- The Most Wonderful Time of the Year (2010)
- "Heavensong: Music of Contemplation and Light" (2010)
- Ring Christmas Bells (2009)
- Rejoice and Be Merry! (2008)
- Spirit of the Season (2007)
- The Wonder of Christmas (2006)
- Sing, Choirs of Angels! (2004)
- A Mormon Tabernacle Choir Christmas (2000)
- A Christmas Gloria (1998)
- Christmas With Charles Osgood (1997)
- Nativity: The (Art And) Music of Christmas (1996)
- This Is Christmas (1994)

## Premiações
Grammy Awards
- 1960 - Best Pop Performance by a Vocal Group or Chorus ("Battle Hymn of the Republic")

Emmy Award
- 1987 - Christmas Sampler
- 2010 - The Mormon Tabernacle Choir Presents the Joy of Song (com Katherine Jenkins)
- Medalha Nacional das Artes (2003)